# Resolutie 1456 Veiligheidsraad Verenigde Naties
Resolutie 1456 van de Veiligheidsraad van de Verenigde Naties werd op 20 januari 2003 unaniem door de VN-Veiligheidsraad aangenomen.

## Inhoud

### Resolutie
De Veiligheidsraad:
- Beslist aangehechte verklaring over de strijd tegen terrorisme aan te nemen.

### Annex
De Veiligheidsraad bevestigde dat terrorisme een van de grootste bedreigingen van de internationale vrede en veiligheid was en ongeacht de motivatie niet te rechtvaardigen was. Er was steeds meer vrees dat nucleaire, chemische of biologische wapens zouden worden gebruikt. Daarom moest hierop meer controle gevoerd worden. Ook maatregelen tegen de financiering van terreurdaden moesten worden versterkt. Verder moest worden voorkomen dat terroristen misdaadgeld konden gebruiken uit onder meer drugshandel.
Alle landen moesten dringend alle actieve en passieve steun aan terrorisme de kop indrukken door te voldoen aan de resoluties 1373, 1390, 1455 en partij te worden van de betrokken internationale verdragen. Verder moesten ze ook meewerken met het Antiterreurcomité (CTC) van de VN.

## Verwante resoluties
- Resolutie 1352 Veiligheidsraad Verenigde Naties (2002)
- Resolutie 1455 Veiligheidsraad Verenigde Naties
- Resolutie 1465 Veiligheidsraad Verenigde Naties
- Resolutie 1516 Veiligheidsraad Verenigde Naties

Lijst ·  1455 ·  1456 ·  1457 ·  1458 ·  1459 ·  1460 ·  1461 ·  1462 ·  1463 ·  1464 ·  1465 ·  1466 ·  1467 ·  1468 ·  1469 ·  1470 ·  1471 ·  1472 ·  1473 ·  1474 ·  1475 ·  1476 ·  1477 ·  1478 ·  1479 ·  1480 ·  1481 ·  1482 ·  1483 ·  1484 ·  1485 ·  1486 ·  1487 ·  1488 ·  1489 ·  1490 ·  1491 ·  1492 ·  1493 ·  1494 ·  1495 ·  1496 ·  1497 ·  1498 ·  1499 ·  1500 ·  1501 ·  1502 ·  1503 ·  1504 ·  1505 ·  1506 ·  1507 ·  1508 ·  1509 ·  1510 ·  1511 ·  1512 ·  1513 ·  1514 ·  1515 ·  1516 ·  1517 ·  1518 ·  1519 ·  1520 ·  1521